# ویلای من
ویلای من مجموعه نمایش خانگی به تهیه‌کنندگی و کارگردانی مهران مدیری و نویسندگی خشایار الوند و امیرمهدی ژوله است که در بسته‌بندی‌های دو قسمتی در ۲۰ مجموعه و در رسانه خانگی توزیع شد.
مهران مدیری پیش از این مجموعه ، مجموعه نمایش خانگی ناتمام قهوه تلخ را با اکثر بازیگران همین مجموعه کارگردانی کرده بود.
تصویربرداری سریال نمایش خانگی ویلای من اواخر پاییز ۱۳۹۱ آغاز شد و در هفته پایانی اردیبهشت ۱۳۹۲ به پا‌یان رسید. این مجموعه در جذب مخاطبان نتوانست به موفقیت قهوه تلخ دست پیدا کند.

## خلاصه داستان
داستان ویلای من دربارهٔ پیرمردی ۹۰ ساله و پولدار (آقای مشکین مشکات) است که قرار است به‌زودی فوت کند. وی هرگز ازدواج نکرده و فرزندی ندارد. او فقط چند برادر دارد که همهٔ آن‌ها فوت کرده‌اند. وکیل درستکار وی هنگامه مهاجر (نگین معتضدی) به دنبال وراث واقعی او می‌باشد که به‌طور اتفاقی ارسلان رحمتی (مهران مدیری) و هدایت بقلانی (سیامک انصاری) که در یک رستوران کار می‌کنند متوجه این ماجرا می‌شوند و تصمیم می‌گیرند که خود را به عنوان برادرزاده مشکات معرفی کنند. ارسلان فردی باهوش و خلاف کار با سابقه است و هدایت نیز سابقه زندان دارد و در جعل مدرک استاد است.

### مجموعه اول
ارسلان و هدایت دو مرد بازنده اند که در رستوران کار می‌کنند و مدام تحقیر می‌شوند. روزی آن‌ها کارتی را پیدا می‌کنند که مربوط به یک مرد ثروتمند است که به کما رفته و وارثی هم ندارد. آن دو وسوسه می‌شوند که در ارثیه آن مرد شریک گردند و…

### مجموعه دوم
ارسلان مشکات وارد ویلا شده و سعی دارد از مسائل مختلف ویلا سر درآورد و با ساکنان آن ارتباط برقرار کند. اما آشنایی با قوانین مشکلاتی را برای او به وجود می‌آورد موقعی که صاحب ویلا حقیقت…

### مجموعه سوم
جمشید مشکات که یکی دیگر از وراث است سر می‌رسد و با فهمیدن اینکه برای رسیدن به ارث عمو باید هنگام مرگ بالای سرش حضور داشته باشد با همسرش سی سی تماس گرفته و او به سرعت خودش را می‌رساند جمشید در ویلا کارهایی می‌کند که همه ارسلان را مقصر می‌دانند، سی سی هم ادعا می‌کند که بزرگ ویلا است و همه باید از دستوری که او می‌دهد پیروی کنند و…

### مجموعه چهارم
ارسلان از پاره شدن چک اش در لحظه آخر به علت ورود محسن و هما کلافه است.
جمشید و سی سی سعی دارند مشکات بزرگ را ورشکسته و وارث آن را مسوول تسویه بدهی‌های کلان آن نشان دهند تا با این کار هما و محسن را فراری دهند تا اینکه ارسلان دست به کار می‌شود و دلش برای محسن می‌سوزد

### مجموعه پنجم
محسن و هما با راهنمایی‌های ارسلان به نیت واقعی جمشید و سی سی پی می‌برند. جمشید و سی سی، شکست خورده از نقشه قبلی، این بار از در دوستی وارد شده و در صدد جلب نظر آن‌ها هستند که هلیا و دخترش وارد می‌شوند و دنبال هرمز مشکات می‌گردند اما…

### مجموعه ششم
بعد از برگزاری مراسم عزاداری برای هرمز مشکات همه منتظرند که صبح فردا، هلیا و دخترش بریژیت ویلا را به قصد فرانسه ترک کنند و حتی جمشید برای آن‌ها بلیط تهیه می‌کند اما ناگهان با واکنش جدیدی از هلیا مواجه می‌شوند که خودکشی او در هنگام مراسم است ولی زنده می‌ماند. در همین زمان عارف خاتون آبادی طلبکار ارباب مشکات برای گرفتن طلب بیست میلیونی اش به ویلا می‌آید. در همین زمان فیضی نیز ناپدید می‌شود.

### مجموعه هفتم
پدر عارف به ویلا وارد می‌شود. در همین زمان آلبرت خبر دستگیری فیضی را به افراد ویلا می‌دهد. هلیا نیز می‌گوید تا سهم الرث هرمز مشکات را نگیرد از ویلا نمی‌رود.
در همین زمان خانم وکیل با خبرخوشی از راه می‌رسد مبنی بر این که با دکتری مکاتبه کرده که قرار است بیاید و مشکات بزرگ را با انرژی درمانی به هوش بیاورد. وکیل منتظر است همه ذوق کنند و به هیجان بیایند، اما هیچ‌کس خوشحال نمی‌شود…

### مجموعه هشتم
ارسلان از اینکه دکتر هدایت است و قرار نیست عمو مشکات را از کما بیرون بیاورد خوشحال است. هدایت کارش را به عنوان دکتر انرژی درمانی آغاز می‌کند و با روش‌های سوزن درمانی و انرژی درمانی بالای سر مشکات می‌گذراند…

### مجموعه نهم
هدایت که در قالب یک دکتر فرادرمانگی، کسی که انرژی درمانی و طب سوزنی می‌کند به ویلا راه پیدا کرده، شرایطی ایجاد می‌کند که کل نقشه به خطر می‌افتد. به پیشنهاد ارسلان قرار می‌شود حالا که همه به هدایت اطمینان پیدا کرده‌اند، او کاری کند که بقیه از ویلا بروند… که ارسلان وانمود می‌کند بیماری مشکات بزرگ را گرفته است.

### مجموعه دهم
در ادامهٔ داستان قبلی قرار می‌شود ارسلان خودش را به بیماری بزند تا به بهانهٔ مسری بودن ویروس بیماری مشکات، همه دربروند، اما بقیه ارسلان را بیرون می‌اندازند. هدایت نامه‌ای جعل می‌کند که به طریق آن ارسلان نمایندهٔ فیضی برای امور جاریه مشخص شده است. ارسلان به ویلا بازمی‌گردد.

### مجموعه یازدهم
ارسلان مشکات به ویلا بازگشته است و همه فرمانبردار او هستند، اینبار او سعی می‌کند با سخت کردن شرایط زندگی، بقیه را مجبور به ترک ویلا کند. خانم‌ها آشپزی می‌کنند و مردها کارهای سخت ویلا اما هیچکدامشان حاضر به ترک ویلا نمی‌شوند.

### مجموعه دوازدهم
ورود هلاکو منفرد (امیرکاوه آهنین جان) روان‌شناس معروف از کانادا و همسرش شعله مشکات که خواهر جمشید است و زنی است که تقریباً موش آزمایشگاهی شوهرش بوده و بسیار رفتارهای بیمارگونه دارد، به پیچیده شدن ماجرا می‌افزاید. هلاکو با ورودش دوباره همه را که تازه آرام گرفته بودند به سکته می‌اندازد…

### مجموعه سیزدهم
به خاطر مدیریت ارسلان در قسمت قبل خانم وکیل از دست او ناراحت است. ارسلان هدایت را می‌فرستد تا پیش او وساطت کند. اما هدایت اعتراف می‌کند که اشتباهی خانم وکیل را برای خودش خواستگاری کرده است…

### مجموعه چهاردهم
انگشتر هلیا دزدیده می‌شود. همه به تکاپو می‌افتند. هلاکو از روی حرف‌های هلیا تصمیم می‌گیرد و سایه‌نگاری می‌کند تا مجرم را پیدا کند، هدایت با شنیدن خبر سایه‌نگاری به ارسلان اعتراف می‌کند که او انگشتر را روی زمین پیدا کرده و ارسلان از او می‌خواهد انگشتر را سر جایش بیندازد… که به صورت اتفاقی در جیب کت عارف می‌گذارد.

### مجموعه پانزدهم
عارف متهم به دزدی شده و از ویلا بیرون انداخته می‌شود. او در حیاط به گریه و التماس افتاده که دزد نیست بلکه عاشق هلیاست. هدایت و ارسلان سعی می‌کنند رأی دیگران را بزنند تا پای پلیس را وسط نکشند. خاتون آبادی تلاش می‌کند تا رضایت هلیا را بگیرد… و عارف شروع به خواندن می‌کند که دل هلیا را می‌برد.

### مجموعه شانزدهم
عارف از هلیا به خاطر گذشت او ممنون است و قول می‌دهد سارق اصلی را پیدا کند. اما هلیا که عاشق صدای او شده است قصد دارد کنسرت بزرگی در اروپا برای او برگزار کند و با او ازدواج کند…

### مجموعه هفدهم
در مراسم بالماسکه عروسی هلیا و عارف، سورچی به‌طور اتفاقی هدایت و ارسلان را شناسایی می‌کند. آن‌ها توی سر سورچی می‌زنند و او را از ویلا بیرون می‌اندازند. وسط مراسم آهنگ شاد پخش می‌شود که ناگهان صدای مشکات به گوش می‌رسد…

### مجموعه هجدهم
مشکات بزرگ در آستانهٔ مرگ قرار می‌گیرد. پزشک خانواده خبر می‌دهد وی در ۴۸ ساعت آینده فوت خواهد کرد. هر یک از اعضای خانواده برای تصاحب ثروت مشکات بزرگ شروع به برنامه‌ریزی می‌کنند. در این بین هلاکو از هویت ارسلان و هدایت باخبر می‌شود و موضوع را به آنان گوشزد می‌کند و…

### مجموعه نوزدهم
مشکات بزرگ از کما بیرون آمده و هشیاری خود را به دست آورده است. اما قادر به حرف زدن نیست. وراث که دیگر چیزی برای آن‌ها باقی نمانده به فکر ترک خانه می‌افتند. پزشک خانواده می‌گوید برای بهتر شدن حال مشکات بزرگ احتیاج به همراهی و توجه و کمک اعضای فامیل دارد…

### مجموعه بیستم و مجموعه آخر
بالاخره جشنی به مناسبت بهبودی مشکات بزرگ برگزار می‌شود. هر یک در این جشن مراتب چاپلوسی و ارادت خود را ابراز می‌دارند. از مشکات بزرگ خواسته می‌شود شمع‌های کیک جشن را خاموش کند و ناگهان مشکات بزرگ ایست قلبی می‌کند و فوت می‌کند و وصیت‌نامه مشکات را هدایت پیدا می‌کند و آن دو می‌فهمند که ارثیه به خدمه ویلا تعلق دارد و به علت مهربانی‌شان، دلشان نمی‌آید آن را جعل کنند پس آن را به هنگامه مهاجر می‌دهند؛ هلاکو ارسلان و هدایت را لو می‌دهد و آن‌ها دستگیر می‌شوند و هنگامه مهاجر (نگین معتضدی) آن‌ها را تبرئه می‌کند. و در نهایت ارسلان و هنگامه رستورانی زده و هدایت با مهین ازدواج کرده و وضع مالی خوبی دارند و مشکات بزرگ زنده بود و به دروغ گفتند فوت شده تا وارثین بروند.

## بازیگران و شخصیت‌ها
| نام بازیگر        | نقش                  | توضیح                                                                                             |
| ----------------- | -------------------- | ------------------------------------------------------------------------------------------------- |
| مهران مدیری       | ارسلان رحمتی (مشکات) | گارسون رستوران، یکی از برادرزاده‌های قلابی مشکات بزرگ، جانشین جدید و قلابی فیضی، همسر هنگامه مهاجر |
| سیامک انصاری      | هدایت بقلانی         | جاعل سابقه‌دار، دوست ارسلان، پیک موتوری، پروفسور انرژی درمانی، همسر مهین                           |
| غلامرضا نیکخواه   | جمشید مشکات          | برادرزاده مشکات بزرگ، شوهر سی‌سی                                                                   |
| نگین معتضدی       | هنگامه مهاجر         | وکیل مشکات بزرگ، همسر ارسلان                                                                      |
| برزو ارجمند       | فرید فتاحی           | مسئول امور تأسیساتی ویلا، عاشق مژده و بریژیت                                                      |
| رضا فیض نوروزی    | آلبرت                | سرپیشخدمت ویلا، جانشین فعلی فیضی، رئیس ویلا، عاشق روح‌انگیز                                        |
| ماندانا سوری      | سی‌سی مشکات           | همسر جمشید مشکات                                                                                  |
| الیکا عبدالرزاقی  | هلیا مشکات           | همسر مرحوم هرمز مشکات، همسر عارف                                                                  |
| عارف لرستانی      | عارف خاتون‌آبادی      | پسر آقای خاتون آبادی، همسر هلیا، پدرخوانده بریژیت                                                 |
| هادی کاظمی        | خاتون‌آبادی           | کارگر کارخانه سابق پروفیل مشکات                                                                   |
| علی لک‌پوریان      | محسن مشکات           | برادرزاده مشکات بزرگ                                                                              |
| مریم کاویانی      | هما رنجبر            | همسر محسن مشکات                                                                                   |
| کمند امیرسلیمانی  | روح‌انگیز (روحی)      | سرآشپز ویلا، دستیار آلبرت                                                                         |
| رابعه اسکویی      | مهین                 | آشپز ویلا، همسر هدایت                                                                             |
| محسن قاضی‌مرادی    | فیضی                 | رئیس سابق ویلا                                                                                    |
| مهدی فقیه         | دکتر مشیری           | پزشک خانوادگی مشکات بزرگ                                                                          |
| دریا مرادی‌دشت     | بریژیت مشکات         | دختر هلیا                                                                                         |
| پانته‌آ رهنمون     | مژده                 | آشپز ویلا، دختر روح‌انگیز                                                                          |
| بهار ارجمند       | شعله مشکات           | خواهر جمشید، همسر هلاکو، برادرزاده ارباب مشکات بزرگ                                               |
| افسانه چهره‌آزاد   | منیژه                | همسر سابق ارسلان                                                                                  |
| امیرکاوه آهنین‌جان | هلاکو منفرد          | همسر شعله، متخصص دکترای روان‌شناسی گرایش جعل                                                       |
| علی برقی          | رقیق                 | کمک آشپز                                                                                          |
| شراره ارمغانی     |                      | یکی از خدمه ویلا                                                                                  |
| لیلا ایرانی       |                      | یکی از خدمه ویلا                                                                                  |
| جوانه دلشاد       | سروناز               | یکی از خدمه ویلا                                                                                  |
| نیما راد          |                      | یکی از خدمه ویلا                                                                                  |
| مهرداد مسعودنیا   | دقیق                 | کمک آشپز                                                                                          |
| مبین رستگار       | فرامرز سورچی         | پسردایی هلیا، یکی از آشپزهای رستوران                                                              |
| فرخنده فرمانی‌زاده | مژده‌بخش              | موکل هنگامه مهاجر                                                                                 |

## پخش
| مجموعه                | قسمت                                | تاریخ      | روز      |
| --------------------- | ----------------------------------- | ---------- | -------- |
| صفر                   | DVD معرفی مجموعه تلویزیونی ویلای من | ۱۳۹۱/۱۰/۱۲ | سه شنبه  |
| اول                   | ۱ و ۲                               | ۱۳۹۱/۱۱/۰۳ | سه شنبه  |
| دوم                   | ۳ و ۴                               | ۱۳۹۱/۱۱/۱۵ | یکشنبه   |
| سوم                   | ۵ و ۶                               | ۱۳۹۱/۱۱/۲۴ | سه شنبه  |
| چهارم                 | ۷ و ۸                               | ۱۳۹۱/۱۲/۶  | یکشنبه   |
| پنجم                  | ۹ و ۱۰                              | ۱۳۹۱/۱۲/۱۵ | سه شنبه  |
| ششم                   | ۱۱ و ۱۲                             | ۱۳۹۱/۱۲/۲۲ | سه شنبه  |
| هفتم                  | ۱۳ و ۱۴                             | ۱۳۹۲/۱/۲۰  | سه شنبه  |
| هشتم                  | ۱۵ و ۱۶                             | ۱۳۹۲/۲/۱   | یکشنبه   |
| نهم                   | ۱۷ و ۱۸                             | ۱۳۹۲/۲/۱۱  | چهارشنبه |
| دهم                   | ۱۹ و ۲۰                             | ۱۳۹۲/۲/۲۲  | یکشنبه   |
| یازدهم                | ۲۱ و ۲۲                             | ۱۳۹۲/۳/۱   | چهارشنبه |
| دوازدهم               | ۲۳ و ۲۴                             | ۱۳۹۲/۳/۱۲  | یکشنبه   |
| سیزدهم                | ۲۵ و ۲۶                             | ۱۳۹۲/۳/۲۹  | چهارشنبه |
| چهاردهم               | ۲۷ و ۲۸                             | ۱۳۹۲/۴/۹   | یکشنبه   |
| پانزدهم               | ۲۹ و ۳۰                             | ۱۳۹۲/۴/۱۹  | چهارشنبه |
| شانزدهم               | ۳۱ و ۳۲                             | ۱۳۹۲/۴/۳۱  | دوشنبه   |
| هفدهم                 | ۳۳ و ۳۴                             | ۱۳۹۲/۵/۱۲  | شنبه     |
| هجدهم                 | ۳۵ و ۳۶                             | ۱۳۹۲/۵/۲۷  | یکشنبه   |
| نوزدهم                | ۳۷ و ۳۸                             | ۱۳۹۲/۶/۶   | چهارشنبه |
| بیستم (مجموعه پایانی) | ۳۹ و ۴۰                             | ۱۳۹۲/۶/۳۰  | شنبه     |

## درباره سریال
ویلای من بر روی DVD-۹ تکثیر می‌شود. زمان هر قسمت از این مجموعه ، به صورت خالص تقریباً ۴۰ دقیقه است. مجموعه  ویلای من نخستین مجموعه نمایش خانگی ایرانی است که با دوبله ترکی و کردی و به همراه زیرنویس فارسی، انگلیسی، عربی، ترکی و کردی عرضه می‌شود.